# Crewkerne
Crewkerne est une petite ville du Somerset, en Angleterre. Elle compte 6 728 habitants. Elle se situe près de Yeovil et de Taunton, et est à 35 minutes de la Manche à West Bay (Dorset). La ville possède une remarquable église (Church of St Bartholomew), qui date du XVe siècle.

## Histoire
La première mention écrite de Crewkerne remonte au testament d'Alfred le Grand, en 899. Après la conquête normande, le site a appartenu à Guillaume le conquérant, et il est d'ailleurs décrit dans le Domesday Book de 1086 comme « château royal ». Crewkerne Castle était peut-être alors une motte castrale normande. Puis la ville de Crewkerne s'est développée, vers la fin du Moyen Âge, autour de l'industrie textile, dont la prospérité s'est traduite par l'église de St Batholomew.